# Marcel Arnould (artiste)
Pour les articles homonymes, voir Marcel Arnould et Arnould.
Marcel Arnould (1928-1974) est un mécanicien et sculpteur belge du XXe siècle. Ses sculptures, d'art abstrait, intitulées S suivies de numéro sont inspirés par la vitesse, le mouvement. Elles inspirent Hergé pour des dessins utilisés dans les albums Tintin.

## Biographie
Marcel Émile René Arnould est né à Braine-le-Comte en 1928,.
Il meurt en 1974.

## Œuvre
Marcel Arnould produit des sculptures en bronze durant l'Entre-deux-guerres. Il fait partie d'une nouvelle génération de sculpteurs privilégiant l'art abstrait plutôt que figuratif.
Ses sculptures sont sobrement intitulées par la lettre S suivie d'un numéro.
Après la guerre, il continue son travail de sculpture. Il expose en 1961 à la Drian Gallery de Londres.
En 1971, le sculpteur réalise S 52, où l'artiste souhaite donner une impression de vitesse et de mouvement « résultant de courbes, droites, cassées ou brisées, s’entrecoupant dans l’espace ».
Il réalise également quelques bijoux, en utilisant les mêmes techniques de la sculpture à l'échelle.

## Postérité
Hergé s'est essayé à l'art contemporain, avant d'abandonner rapidement ; il garde cependant un intérêt et glisse dans ses récits des œuvres, comme une sculpture de Marcel Arnould à la page 11 de Tintin et les Picaros pour la ville de Belo Horizonte. Hergé s'inspire également des sculptures pour les buildings modernes de Tapiocapolis, capitale de San Theodoros.